# Giovani Turchi

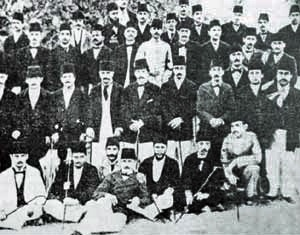
Il I congresso dei Giovani turchi a Parigi, 1902

Giovani turchi (in turco ottomano ژون تركلر, in turco Genç Türkler  o Yeni Türkler o Jön Türkler) è la denominazione con cui la storiografia fa riferimento agli appartenenti a un movimento politico della fine del XIX secolo (prima noti col nome di Giovani ottomani) affermatosi nell'Impero ottomano, ispirato dalla mazziniana Giovine Italia, costituito allo scopo di trasformare l'impero, allora autocratico e inefficiente, in una monarchia costituzionale, con un esercito modernamente addestrato ed equipaggiato.
Presero il potere nel 1908 con la cosiddetta rivoluzione dei Giovani Turchi. Il loro governo del paese è conosciuto come Seconda era costituzionale. Nel 1915, durante la prima guerra mondiale, furono i responsabili del genocidio del popolo armeno, di quello dei greci del Ponto e di quello degli assiri.

## Storia
Essi raccoglievano inoltre l'eredità dei Giovani ottomani, movimento semi-clandestino della seconda metà dell'Ottocento, che si proponeva obiettivi liberali e costituzionali, contribuendo alla prima costituzione ottomana (Kanun-i Esasi), quella promulgata nel 1876 durante l'effimera Prima era costituzionale. 
I primi moti dei Giovani Turchi risalivano già al 1889 ma erano stati soffocati con facilità e i suoi membri perseguitati dalla polizia del sultano; molti esponenti dovettero trovare rifugio all'estero.
Il movimento - ufficialmente noto come Comitato dell'unione e progresso (İttihat ve Terakki Cemiyeti) - sorse a Salonicco e comprendeva prevalentemente intellettuali, reclutati spesso nelle società segrete degli studenti universitari progressisti, nonché ufficiali dell'esercito, i quali ne promossero il primo sviluppo, allo scopo di modernizzare e occidentalizzare l'intera società ottomana, liberandola dai "vecchi turchi".
Divisi in cellule indipendenti, quella di Salonicco poté crescere di influenza grazie a un minor regime di censura. Tra gli appartenenti si annoverava anche colui che diverrà il padre della Turchia Moderna: Mustafa Kemal Atatürk.
Quando Abdul Hamid II (1876-1909) cominciò a congedare o a fucilare gli ufficiali sospettati di far parte dell'associazione, scoppiò la rivoluzione dei Giovani Turchi: l'ala militare del gruppo, nell'estate del 1908, marciò con le proprie truppe sulla capitale Istanbul, costringendo il sultano a concedere il ritorno alla costituzione del 1876 e cambiamenti al governo del paese.
Tra i festeggiamenti della popolazione, venne inoltre abolita la censura, liberati i detenuti politici e indette per l'autunno le elezioni del Parlamento. Nonostante il sultano mantenesse ancora la sua carica, il potere era detenuto dal “Comitato Unione e Progresso” guidato da tre uomini appartenenti al movimento rivoluzionario. Le elezioni si tennero poi come promesso, tra i festeggiamenti della popolazione, e molte organizzazioni, alcune delle quali precedentemente clandestine, fondarono partiti politici. Il nuovo Parlamento poté insediarsi il 17 dicembre 1908.
Nello stesso periodo si verificava la disgregazione della sovranità ottomana nei territori balcanici, con la dichiarazione di indipendenza della Bulgaria (che annetté la Rumelia orientale), lo scoppio della rivolta a Creta, che fu annessa alla Grecia, e la sottrazione di Bosnia ed Erzegovina da parte dell'Impero austro-ungarico. 
Il sultano Abdul Hamid, di fronte alla crisi di legittimazione del movimento e del governo, tentò quindi di attuare una controrivoluzione, ma i Giovani turchi ebbero il sopravvento nell'aprile 1909 e il sultano, deposto, fu sostituito dal fratello, Maometto V (1909-1918). Le decisioni venivano in realtà prese da alcuni membri del governo ottomano e in particolare dai cosiddetti Tre Pascià: Ismail Enver, Mehmed Talat e Ahmed Djemal.
Il nuovo regime, guidato da esponenti del movimento, tentò di realizzare, con qualche successo, un'opera di modernizzazione dello Stato, ma non seppe avviare a soluzione il problema dei rapporti con le popolazioni europee ancora soggette all'impero, in stato di endemica rivolta. Al contrario, i Giovani turchi cercarono di attuare un ordinamento amministrativo più centralistico di quello, autoritario ma inefficiente, del vecchio regime, e ottennero l'effetto di accentuare le spinte indipendentiste e di accelerare la dissoluzione della maggior parte di quanto restava della presenza turca in Europa. 

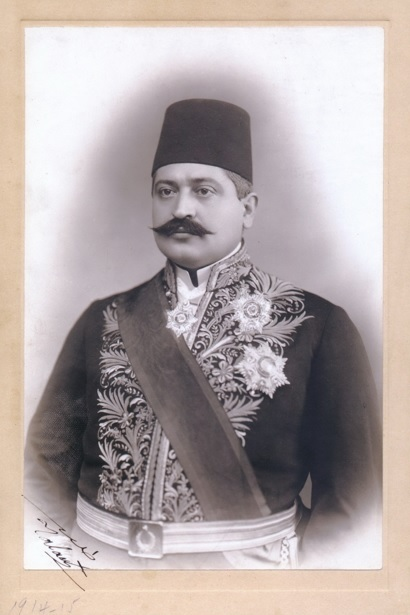
Mehmed Talat Pascià, ministro degli interni dal 1913 al 1917, tra i massimi responsabili ottomani del genocidio armeno e dei greci del Ponto.

A questo punto, il governo dei Giovani Turchi poteva dirsi consolidato e iniziò a essere messo in pratica quel programma di modernizzazione che aveva ispirato il movimento. Nel 1909 fu vietata la schiavitù (tuttavia rimase praticata per almeno un altro ventennio); nel 1910 abolite le corporazioni; vennero aperte fabbriche, cementifici, mulini e cantieri marittimi; nel 1911 a Costantinopoli arrivò la distribuzione dell'energia elettrica e venne fondata la prima società telefonica. Tra il 1910 e il 1912 sorsero i primi sindacati e vi furono i primi scioperi che portarono all'aumento dei salari. Nonostante alcune resistenze, la progressiva occidentalizzazione continuò, tanto che si iniziò a proporre di sostituire l'alfabeto arabo con quello latino. La condizione delle donne, ancora soggette a forme di segregazione, andò incontro a un inizio di emancipazione: nel 1911 venne inaugurato il primo liceo femminile, nel 1913 nacquero le prime organizzazioni femminili.
Alcuni suoi dirigenti, in particolare Talat Pascià, si macchiarono delle colpe del genocidio armeno, di quello dei greci del Ponto e degli assiri, condotti durante la prima guerra mondiale.